# Vida Vencienė
Vida Vencienė nata Mogenytė (Ukmergė, 28 maggio 1961) è una dirigente sportiva ed ex fondista lituana.
Fino alla dissoluzione dell'Unione Sovietica (1991) gareggiò per la nazionale sovietica.

## Biografia

### Carriera sciistica
In Coppa del Mondo ottenne il primo risultato di rilievo il 13 dicembre 1985 a Biwabik (5ª) e l'unico podio il 9 gennaio 1988 a Kavgolovo (2ª).
In carriera prese parte a tre edizioni dei Giochi olimpici invernali, Calgary 1988 (3ª nella 5 km, 1ª nella 10 km), Albertville 1992 (19ª nella 5 km, 11ª nella 15 km, 16ª nella 30 km, 28ª nell'inseguimento) e Lillehammer 1994 (non conclude la 5 km, 32ª nella 15 km, 25ª nella 30 km), e a tre dei Campionati mondiali (7ª nella 30 km a Lahti 1989 il miglior risultato).

### Carriera dirigenziale
Dopo il ritiro divenne dirigente del Comitato Nazionale Olimpico di Lituania, guidando la sezione degli sport invernali dal 1995 al 2004; dal 2001 fa parte della Commissione atleti.
Fu portabandiera della Lituania alla cerimonia di apertura dei XX Giochi olimpici invernali.

## Palmarès

### Olimpiadi
- 2 medaglie:
  - 1 oro (10 km[2] a Calgary 1988)
  - 1 bronzo (5 km[2] a Calgary 1988)

### Coppa del Mondo
- Miglior piazzamento in classifica generale: 5ª nel 1988
- 1 podio (individuale[3])[4]:
  - 1 secondo posto

### Campionati sovietici
- 2 ori (staffetta nel 1985; 5 km nel 1987)[1]